# The VOMITS
ザ・ボミッツ（The VOMITS）は、1978年に結成されたノルウェーのロックバンド。
商業的な成功を手にすることなく解散したが、解散する直前の1982年に作られたアルバム「zombie report」が日本のインディーズレーベルMcguffin Recordingsから再発売されている。

## 来歴

### 結成
1978年、出版社で共に働いていたニクラス（ドラム）とセオ（ギター）のソルベルグ兄弟が、高校時代の友人ノルベルト・アグノン（ベース）を誘い「Fab3」というバンドを結成した。
しかし、彼らの住むアーレンダールにはまともなライブハウスはおろか、レコードショップすら無かったため、ソルベルグ兄弟の住むアパートの駐車場で友人の前で演奏をするくらいしか出来なかった。
しかしその「駐車場ライブ」は、田舎の退屈な日々に飽き飽きしていた若者達の間で徐々に話題になり、2年間で毎週300人以上を集める規模のものまでになった。
アパートの大家は、「ライブを止めなければ追い出す」と当初は何度も「中止勧告」の手紙をソルベルグ兄弟の部屋のポストに投函していたのだが、客が集まり始めてからは駐車場のすぐ横で飲み物やサンドイッチなどを売り、自身もライブを楽しむようになっていった。

### モアテンの加入
モアテン・エリクセンが82年にボーカルとして正式に加入した。きっかけは、毎週欠かさずに「駐車場ライブ」を観に来ていたモアテンがすでに全ての楽曲の歌詞を覚えていた事、またそれまでボーカルを務めていたセオの歌声が不評だった事とが相まったからである。4人編成になったと同時にバンド名を「The  VOMITS」に変更し、今までの「駐車場ライブ」以外にも隣接するグリムスタやフロンランといったアーレンダール以外にも活動の幅を広げた。

### 「zombie report」の製作
モアテン加入から程なくして、彼らは最初で最後のレコーディングを行った。ライブを通して知り合ったバンド仲間達から借りた機材を「駐車場」に設置し、丸一日で10曲を録り終えた。その中から6曲に絞り「zombie report」を完成させた。しかし彼らは完成させた作品をレコード会社に送ったりする事は無く、500枚ほどをライブ会場で手売りした後に解散してしまう。

### 解散の理由
少なくとも地元アーレンダールでは唯一無二の人気を博していた彼らが、なぜレコード発売直後に解散してしまったのかははっきりとした理由は分かっていない。幾つか考えられる理由としては、元々彼らにバンドで有名になるといった欲が無かった事や、ソルベルグ兄弟の勤めていた出版社が1982年に不祥事で倒産してしまった事などがある。

### 音楽性
4人が共通してドアーズやヴェルヴェットアンダーグラウンドなどアメリカのガレージロック、アシッドロックを好んで聴いていたため、その影響が彼らの楽曲に色濃く反映している。しかし、前述したバンドとの大きな違いは曲のスピードである。初期のラモーンズの様な高速ビート、手数の多いドラムと必要以上に動くベースラインは後に現れるハードコア・パンクの出現を予感させるようにも思わせる。また、70〜80年代初期は世界的に見ればテクノやニューウェイブといったジャンルが人気を博し、多くのロックバンドが路線変更をしたりするなど、泥臭いロックサウンドはどちらかというと「古い」とされていたにもかかわらず、彼らは一貫して荒々しくスピーディなガレージロックを演奏した。それらの理由として、ノルウェーの片田舎に新しい音楽の情報が入って来なかったという事情も多いに影響している。

### 評価
4年間（実質2年間）という短い活動期間、アーレンダールという音楽シーン不毛の土地、ツアーやプロモーション等を一切行わなかった、といった事から彼らに対する正当な評価というものは現在まで一切もなされていない。2010年になり、当時彼らのレコーディングに参加したという男性宅から「zombie report」に収録されなかった4曲が入ったカセットテープが見つかったが、この事も地元のローカル新聞に掲載されるにとどまった。また、2011年には日本の中古レコードショップで「zombie report」のブートレグCDを（後に再発版の発売元となる）McGuffin Recordingsの関係者が偶然買ったところ、楽曲のクオリティの高さに驚き、当時のメンバー等と連絡を取り、翌年に「zombie report」のリマスター版CDとオーディオデータを発売したが、Mcguffin Recordingsも無名のインディーレーベルのために大きな話題にはならなかった。

## メンバー
- ニクラス・ソルベルグ（Nicklas Solberg、1959年3月2日 - ）- ドラムス
  - バンドの中心的存在。ロゴ製作やステージングといったプロデューサー的な顔も持ち合わせていた。幼少の頃にザ・フーのキース・ムーンに憧れドラムを始める。
- セオ・ソルベルグ（Theo Solberg、1961年3月9日 - ）- ギター、作曲
  - モアテン加入前まではボーカル、作詞も担当していた。ニクラスと同様にザ・フーなどのロックを聴いていたが、それ以外にもカーティス・メイフィールドやマーヴィン・ゲイのレコードを収集していたほどのR&B好きでもあった。ニクラスと同じ出版社に就職した理由は「兄貴が車で送迎してくれるから」。
- ノルベルト・アグノン（Norbert Agnon、1959年2月25日 - ）-ベース
  - ニクラスからの誘いを受けるまでは趣味でギターを弾いていた程度だったが、バンド加入後に本格的にベースを学び（とはいっても独学だが）周囲を驚かすほどの早さで上達していった。一方でバンド加入後も家業のパン屋「lyve baker」を手伝いながらの活動を続けた。解散後はそのまま家業を継ぎ、今では市内に3店舗の人気店にまでなった。
- モアテン・エリクセン（Morten Eriksen、1962年8月26日 -）- ボーカル、作詞
  - バンド加入前は「駐車場ライブ」の常連であり、また「バンドの周りには男共が群がり、モアテンの周りには娘達が列をなしていた」と言われていたほどのルックスの持ち主でもあった。その外見とは裏腹に極度の緊張症であり、加入前のライブでノルベルトにステージに上げられた途端に吐いてしまい、その出来事から「The VOMITS」（ボミッツは（食べたものを）吐く、もどすの意）というバンド名が生まれた。

## ディスコグラフィー
- ゾンビーレポート - zombie report （1982年）-自主制作版LP、4〜500枚を制作したとされる
- ゾンビーレポート - zombie report （2012年）-McGuffin Recordingsよりリマスター版CDとデータ版による再発版。なお一般流通はされておらず、オンライン限定。